# کودو سوکه‌تاکا
کودو سوکه‌تاکا (به ژاپنی: 工藤 祐隆 Kudō Suketaka)؛ او یک ارباب فئودال ژاپنی در ولایت ایزو و ششمین رئیس خاندان کودو بود اجداد خاندان کانو و خاندان کاوازو او به نام ایتو ایه‌تسوگو نیز شناخته می‌شد. او پدربزرگ ایتو سوکه‌چیکا بود.
تقسیم قلمرو کودو سوکه‌تاکا، بین پسر و نوه‌اش منجر به زنجیره‌ای از انتقام می‌شود که معروف‌ترین آن انتقام برادران سوگا است.
پسر ارشد کودو سوکه‌تاکا و وارث قلمرو به‌طور سنتی، ایتو سوکه‌ایه (پدر ایتو سوکه‌چیکا)، پیش از موعد مرده بود، بنابراین او پسر دوم خود (و یا پسری را از ازدواج قبلی همسر دومش را که به فرزندخواندگی پذیرفته بود) به نام کودو سوکه‌تسوگو را وارث اصلی قلمرو خود کرد.